# سد السلطاني (الكرك)
سد السلطاني منطقة سكنية تقع في لواء القطرانة، محافظة الكرك في الأردن. تنتمي المنطقة لقضاء القطرانة الذي يضم 3 مناطق. يقدر عدد سكانها بـ 2997 نسمة حسب إحصاء 2015.، سميت بالسلطاني نسبة إلى سد السلطاني فيها ويعتبر أول السدود المائية في الأردن وتاريخه عام 1962م.

## الوصلات الخارجية
- دائرة الاحصاءات العامة